# 代顿 (怀俄明州)
代顿（英語：Dayton），是美国怀俄明州谢里敦县（Sheridan）下属的一座城市。该市的人口在2000年为678人，2010年有757，2011年则估计有760人。